# Mary Ward
Mary Ward (Ripon, Yorkshire, Anglaterra, 23 de gener de 1585 - Heworth, Yorkshire, 30 de gener de 1645) fou una religiosa britànica, fundadora de la congregació religiosa de l'Institut de la Benaventurada Verge Maria, conegut com de les Dames Irlandeses o les Germanes de Loreto. La Congregatio Jesu, anteriorment coneguda com a Dames Angleses, també pren a Mary Ward com a Fundadora. 

## Biografia
Nascuda a Ripon (Yorkshire) en època de persecucions als catòlics per part dels anglicans, en el curs de les quals la seva llar fou cremada i destruïda. La família marxa viure a Osgobdy (Selby), a casa de Sir Ralph Babthorpe; allí, als quinze anys, Mary va sentir la seva vocació i volgué abraçar la vida religiosa, i en 1609 marxà amb altres companyes a França on ingressà, sense fer els vots, al monestir de clarisses de Saint-Omer. La vida contemplativa, però, no la va atreure prou i marxà amb les seves companyes a Gravelines, per dedicar-se a l'apostolat actiu.
En 1609, obrí una escola a Sant-Omer, i per mantenir-la, formà una congregació religiosa, l'Institut de la Benaventurada Verge Maria, una de les més antigues congregacions dedicades a l'ensenyament de noies. Seguint l'espiritualitat de Sant Ignasi de Loiola i prenent com a model la Companyia de Jesús, aviat començaren a ésser anomenades Jesuitesses. La congregació era, en molts llocs, una novetat i aviat s'obriren escoles a altres llocs de Flandes (Lieja), Alemanya (Colònia i Trèveris), Àustria i Itàlia (Roma, 1622; Nàpols, 1623 i Perusa, 1623). El papa Pau V concedí a la congregació el decretum laudis en 1616, però els seus successors van deturar el procés d'aprovació.
La Santa Seu no aprovava el fet que les germanes no estiguessin sotmeses a la clausura que seguien totes les altres religioses des del decret de Pius V que l'imposava. El treball actiu de les dones era massa innovador en aquell moment i es considerava perillós. Tampoc no veien bé la direcció central de les cases per una superiora general, la dependència directa del papa (no del bisbe local) i una forma de vida basada en la regla dels jesuïtes, o que no portessin hàbit. Així i tot, en 1615, els teòlegs Francisco Suárez i Leonardus Lessius foren consultats sobre la qüestió i lloaren la manera de viure de les Dames Irlandeses, tot i que recomanaven la subjecció al bisbe i l'autorització pontifícia.
En 1626 va a Múnic i el príncep elector Maximilià I l'ofereix d'obrir-hi una escola; Ward inaugura la Paradeiserhaus, important centre de la congregació. Obrí després escoles a Viena (que aviat arribà a tenir 450 alumnes) i Bratislava. A Praga, en 1628, va rebre el suport de la noblesa, que finançaren un col·legi amb 30 monges, però trobà l'oposició dels contraris als jesuïtes.
El juliol de 1628, la Congregació de Propaganda Fide decreta la suspensió de la congregació, per no acceptar la clausura; Mary Ward fou acusada d'heretgia i rebel·lió i empresonada al monestir de clarisses de Múnic, però mai no va voler signar la declaració de culpabilitat que els inquisidors havien preparat. El 16 de gener de 1631, Urbà VIII, amb la butlla Pastoralis Romani Pontificis, decretà la supressió de la congregació.
A l'octubre de 1631 anà a Roma i s'entrevistà amb el Papa. El Sant Ofici la va trobar neta de sospites d'heretgia i visqué amb les seves companyes de congregació. Maximilià de Múnic va permetre que la tasca educativa de les germanes continués a Baviera, ja que la butlla de supressió no feia esment de l'ensenyament. No podia deixar Roma sense permís papal i hi romania vigilada. Per problemes de salut, passà una temporada a un balneari d'Umbria en 1634, i en 1637 a Spa (Flandes).
Deixa definitivament Roma, amb el favor del Papa, el 10 de setembre de 1637, quan marxa i s'instal·la a Flandes. Amb una carta de recomanació d'Urbà VIII a Enriqueta Maria de França, reina de la Gran Bretanya, Mary Ward pogué tornar a la seva pàtria i obri-hi escoles.
En 1642 va fundar un convent en Heworth, prop de York. Hi morí en 1645, a l'escola de Saint Mary, en llaor de santedat, i fins i tot anglicans anaren als seus funerals. Fou sebollida a Osbaldwick Churchyard, lluny del centre de la ciutat.
La congregació, però, no fou aprovada fins al 1703 per Climent XI. Fou declarada venerable el 19 de desembre de 2009 per Benet XVI.

### Cicle de pintures de la vida de Ward
Al convent d'Augsburg hi ha un cicle de cinquanta pintures a l'oli que narren la vida de la fundadora, mostrant-ne l'itinerari espiritual. Obra de diversos artistes, potser flamencs o del Tirol, daten de la segona meitat del segle xvii. Entre 1680 i 1717 eren a la casa de la congregació de Múnic. Es troben digitalitzades al lloc web de la Congregació de Jesús.